# Крейтон, Владимир Николаевич
Владимир Никола́евич Крейтон (1871 — 8 марта 1931, Локарно, Швейцария) — русский государственный деятель, археолог, последний владимирский губернатор.

## Биография
Из дворян Санкт-Петербургской губернии. Сын статского советника Николая Васильевича Крейтона (1825—1885) и его супруги Елизаветы Евстафьевны (Элоизы Августы Иоганны) Крейтон (урожд. Нирод, 1842—1919), дочери Е.Е.Нирода. Внук лейб-медика Василия Петровича (Арчибальда-Вильяма) Крейтона (1791—1864). 
В семье было шестеро детей. Братья: Александр, государственный деятель, и Сергей, гвардейский офицер.
Окончил Пажеский корпус (1892), был выпущен подпоручиком в Преображенский лейб-гвардии полк. Вскоре перешёл на гражданскую службу.
Камер-юнкер (1902), камергер (1911), действительный статский советник (1913).
Служил чиновником особых поручений при рязанском губернаторе, секретарём рязанского Губернского статистического комитета (1897—1900), редактировал адрес-календарь Рязанской губернии на 1898 год.  Одновременно он исполнял должность секретаря, а позже и директора губернского тюремного комитета. В 1901 году определен советником губернского правления. 
Принимал участие в раскопках курганов и могильников в Рязанском, Михайловском, Пронском, Зарайском, Егорьевском, Скопинском, Касимовском уездах, а также городища Старая Рязань. Был членом Рязанской ученой архивной комиссии: читал лекции, чтобы собрать средства на постройку музея, приводил в порядок местную библиотеку, помогал составлять каталог, собирал экспонаты для музея.
В феврале 1905 года В.Н. Крейтона перевели в Санкт-Петербург чиновником особых поручений V класса при санкт-петербургском генерал-губернаторе.
Затем занимал должности калужского (1905—1906), харьковского (1906—1909) и псковского (1911—1914) вице-губернаторов, владимирского губернатора (1914—1917). 
Несмотря на занятость по службе, Крейтон не оставлял занятия археологическими исследованиями, состоял членом Московского и Псковского археологических обществ, Владимирской губернской ученой архивной комиссии.
Будучи действительным, затем почетным членом Псковского археологического общества, принимал деятельное участие в подготовке XVI археологического съезда, провел несколько разведок и раскопок в Псковской губернии. Местный музей пополнился его экспонатами и книгами.
После начала Первой мировой войны губернатор получил должность «главноначальствующего». За этой подписью шли все распоряжения по губернии.  В сентябре 1914 года началось создание уездных попечительств по призрению семейств воинов, дамских комитетов по сбору и бесплатному пошиву белья и теплых вещей для больных воинов и армии. Жена В.Н.Крейтона возглавила губернский дамский комитет.
После Февральской революции отказался присягать Временному правительству, был смещён с должности и арестован Во время ареста он и его жена были избиты толпой.  Арестованный Крейтон вместе с женой были отправлены в Петроград:

17 марта в 3 часа дня из Москвы были доставлены под стражей бывший Владимирский губернатор В. Н. Крейтон с женой; у В. Н. была во время событий 28 февраля сломана нога и он сильно страдал: для него в Министерский павильон была принесена лазаретная койка и приглашен врач Государственной думы. На другой день оба они, по распоряжению А. Ф. Керенского, были освобождены на поруки.

В эмиграции в Швейцарии. Умер в 1931 году в Локарно.
Жена — Мария Львовна Петровская, дочь рязанского вице-губернатора, а затем вице-губернатора Бессарабии Льва Николаевича Петровского.
Сыновья: 
- Владимир (1900—?)
- Юрий (1902—?)

## Награды
- Высочайшая благодарность (1897);
- Орден Святого Станислава 3-й ст. (1898);
- Орден Святой Анны 3-й ст. (1901);
- Орден Святого Станислава 2-й ст.
- Медаль «В память царствования императора Александра III»;
- Медаль «В память коронации Императора Николая II»;
- Медаль «За труды по первой всеобщей переписи населения»;
- Медаль «В память 300-летия царствования дома Романовых».

## Сочинения
- Крейтон В. Н. Спутник по рязанскому музею. — Рязань, 1901. — Вып. 1.
- Крейтон В. Н. Археологические разведки и раскопки в Псковской губернии в течение лета 1912 г. // Труды Псковского археологического общества. — Псков, 1913. — Вып. 9.
- Крейтон В. Н. Археологические разведки и раскопки в Псковской губернии в течение лета 1913 г. // Труды Псковского археологического общества. — Псков, 1914. — Вып. 10.